# Koenigsegg Jesko
Der Koenigsegg Jesko ist ein Supersportwagen des schwedischen Automobilherstellers Koenigsegg, benannt nach Jesko von Koenigsegg, dem Vater von Christian von Koenigsegg. 125 Exemplare waren geplant.

## Geschichte
Die Produktion des Koenigsegg Jesko begann im Sommer 2021. Der Supersportwagen ist der Nachfolger des Agera. Erstmals vorgestellt wurde der Koenigsegg Jesko im März 2019 auf dem Genfer Auto-Salon. Im Gegensatz zu seinen Vorgängermodellen soll der Jesko weltweit angeboten werden.

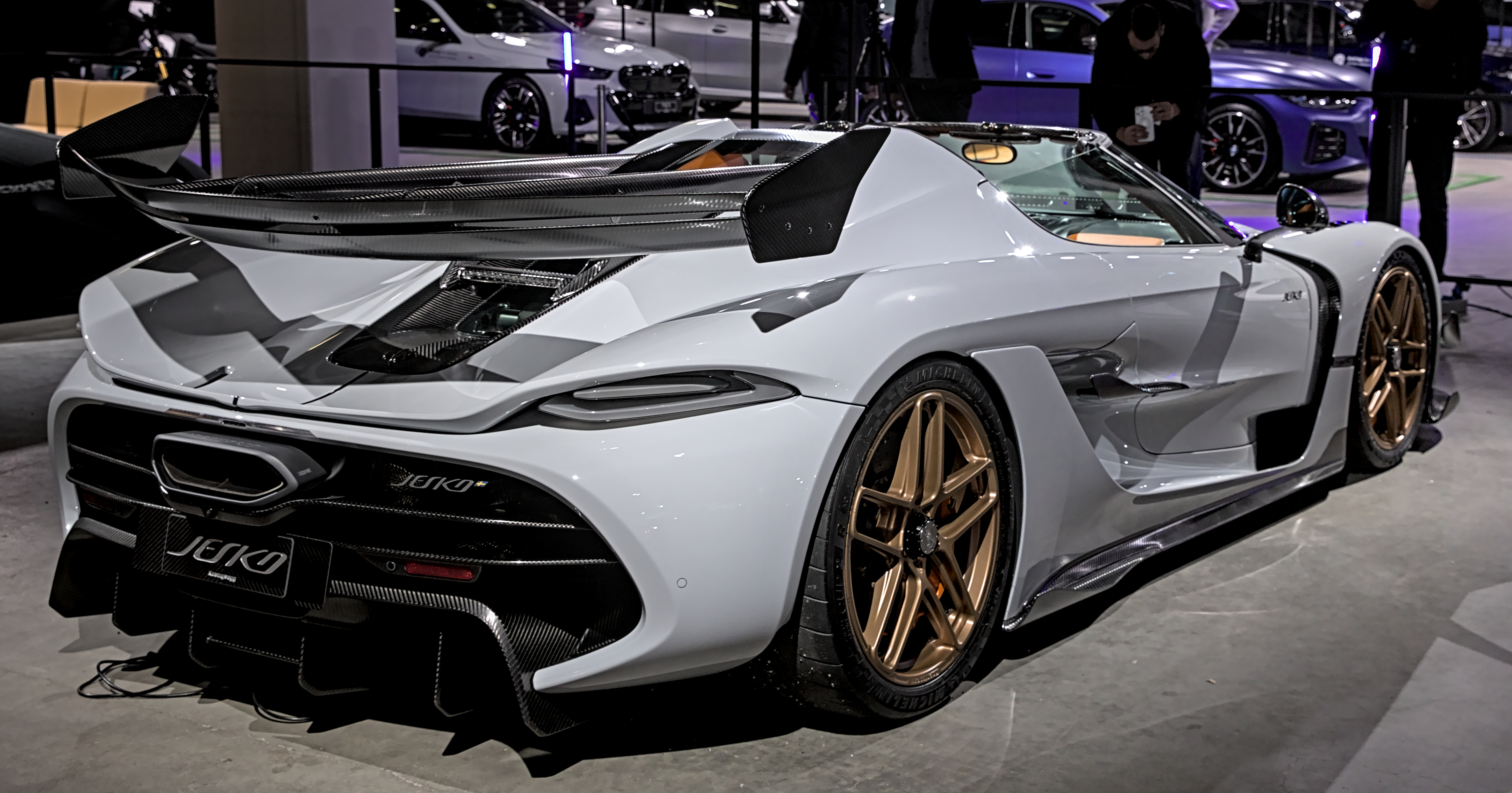
Heckansicht
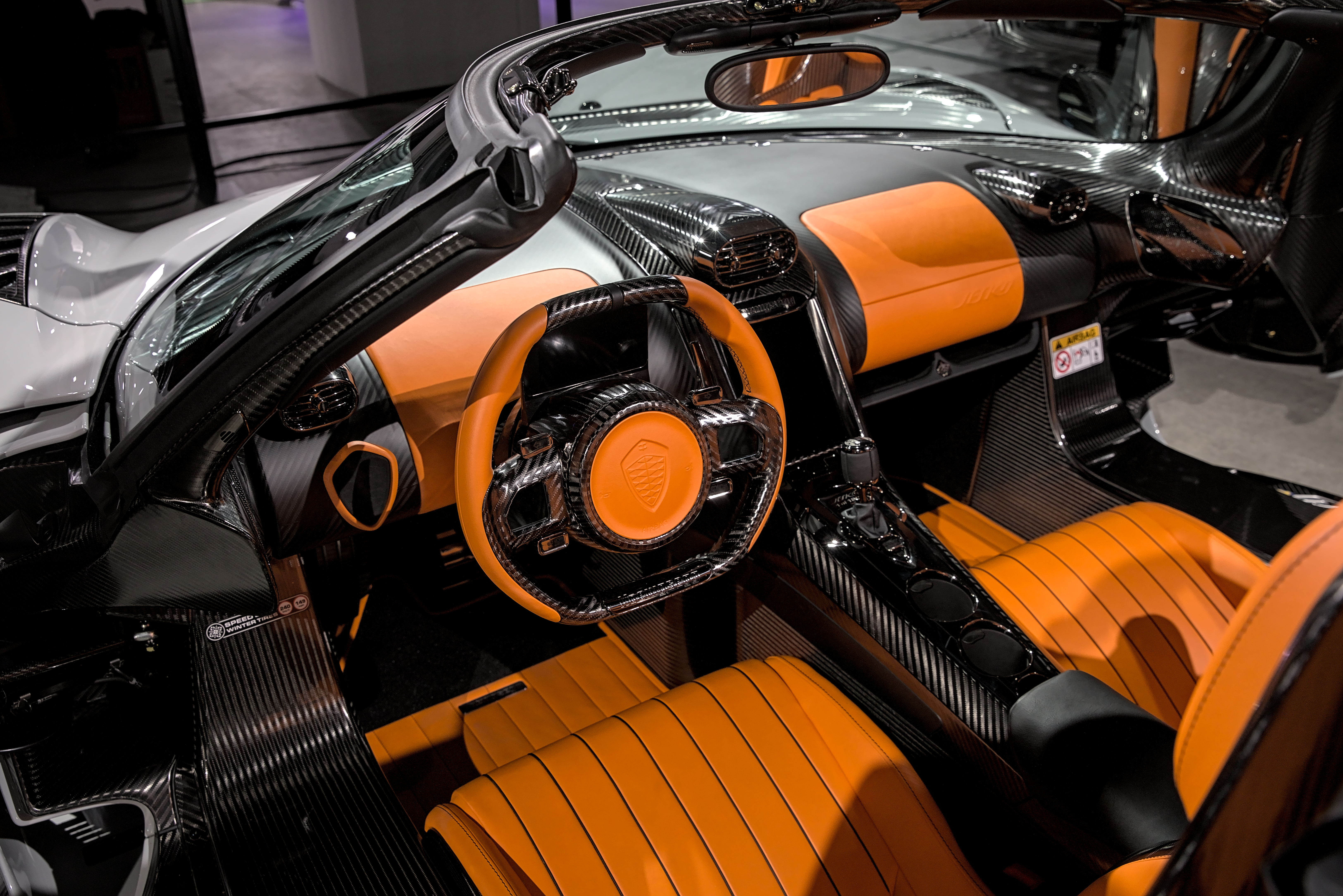
Innenansicht
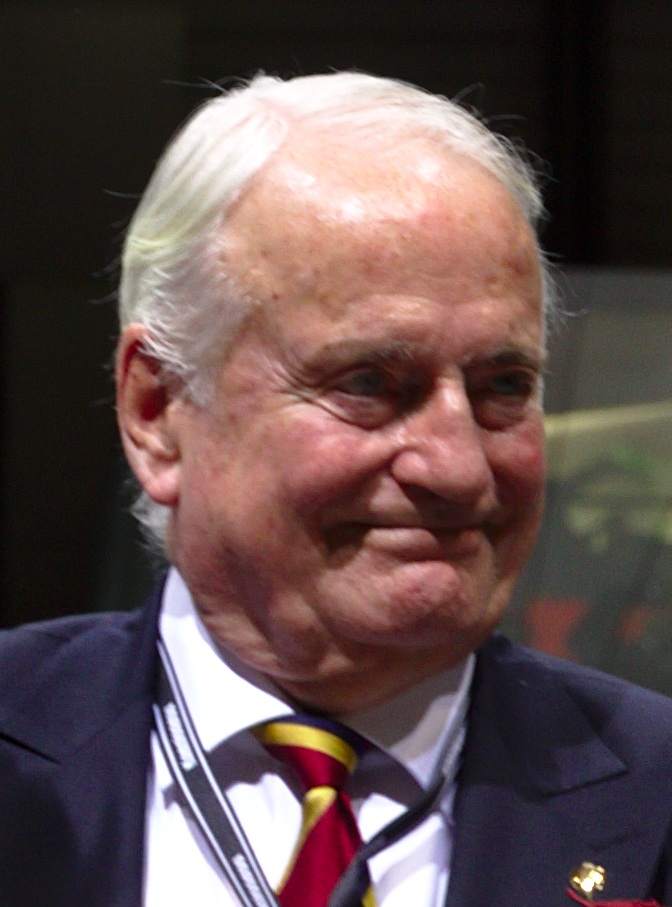
Jesko von Koenigsegg, Namensgeber des Koenigsegg Jesko

## Antrieb

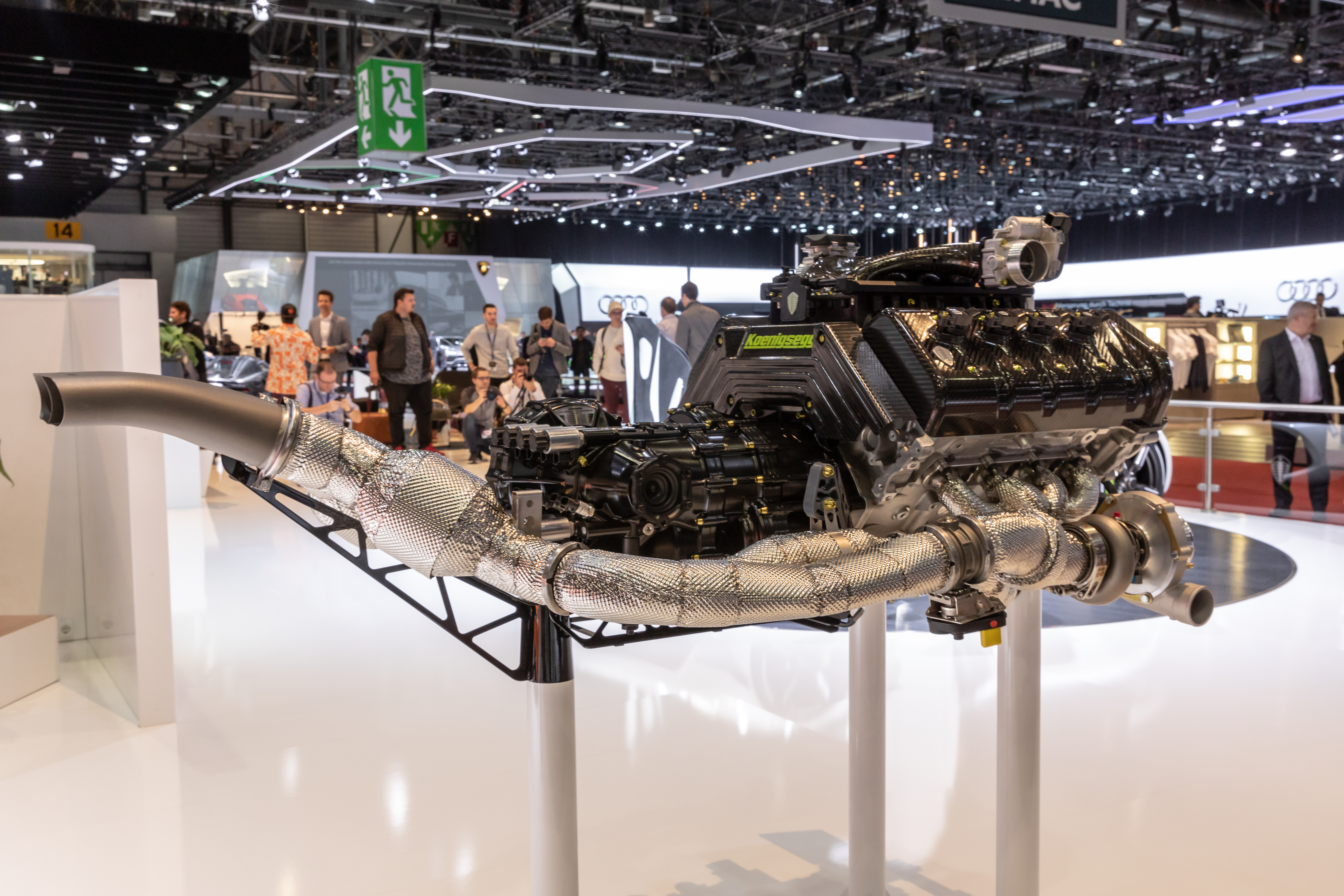
Der Antriebsstrang des Jesko

Der Motor des Koenigsegg Jesko ist eine Weiterentwicklung des 5,0-Liter-V8-Motors, der im Agera eingesetzt wird. Der Vierventilmotor hat einen Hub von 92 mm, eine Bohrung von 95,95 mm und ein Verdichtungsverhältnis von 8,6 : 1. Die Leistung beträgt 941 kW (1.279 PS) mit Normalbenzin und 1.176 kW (1.599 PS) mit E85-Biokraftstoff. Zu den Modifikationen gegenüber dem Agera-Motor gehört die Verwendung einer neuen, flachen 180-Grad-Kurbelwelle, die 5 kg spart und eine Motordrehzahlerhöhung von 8250/min auf 8500/min ermöglicht. Durch das aktive Gummilager des Regera werden die Motorvibrationen im Innenraum reduziert.

## Fahrleistungen
Der Wagen erreicht angeblich eine Geschwindigkeit von mehr als 480 km/h (300 mph). Damit soll ein neuer Geschwindigkeitsrekord aufgestellt und der Bugatti Chiron Super Sport als schnellstes Serienauto der Welt abgelöst werden. Ein hoher aerodynamischer Abtrieb soll ein präzises Handling garantieren. Der Kaufpreis wird 2,8 Millionen Euro betragen. Kurz vor dem Ende des Genfer Auto-Salons 2019 wurde gemeldet, dass alle 125 Exemplare des Jesko bereits verkauft wurden.

## Jesko Absolut

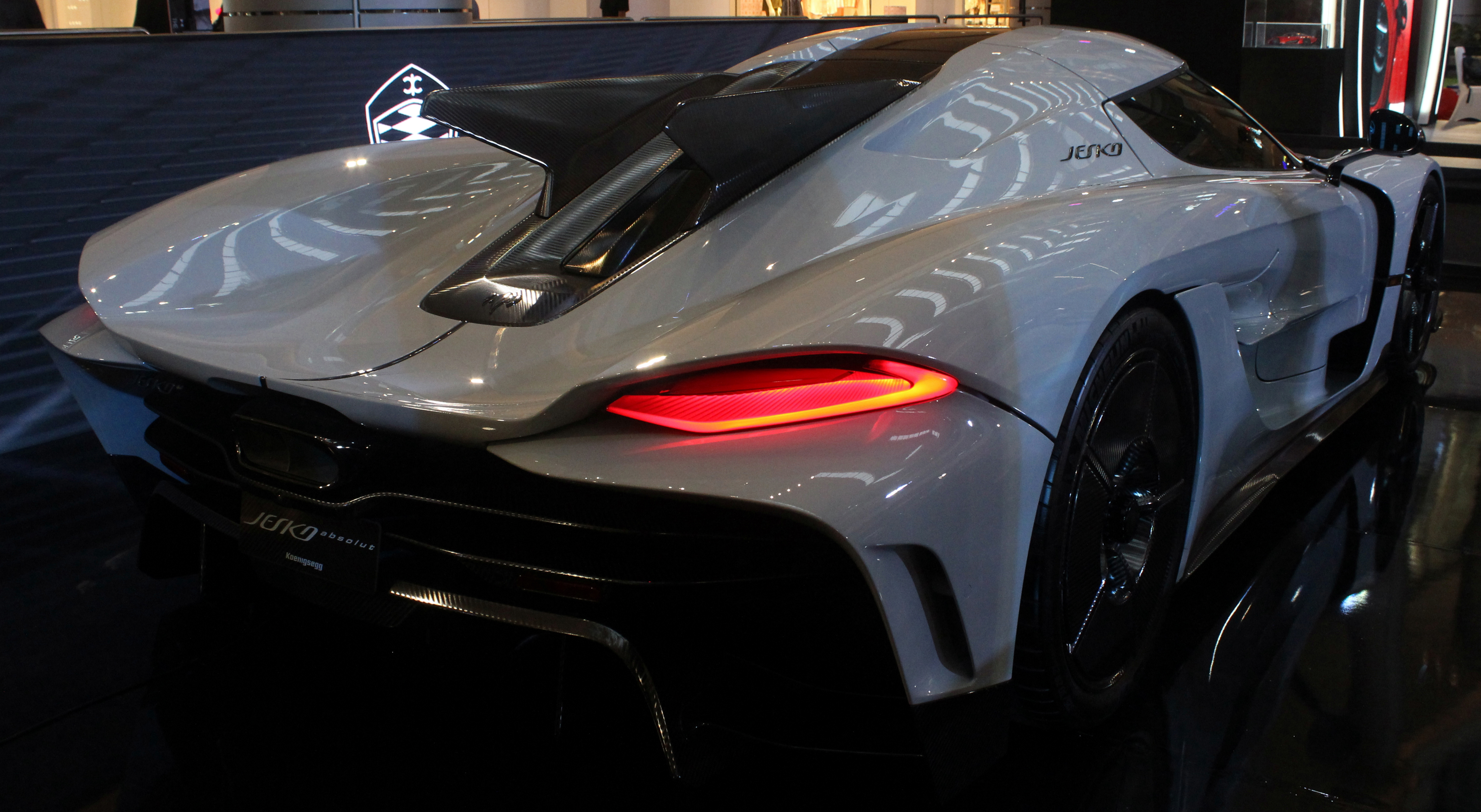
Koenigsegg Jesko Absolut

Im März 2020 präsentierte Koenigsegg in Genf den Jesko Absolut, der eine Höchstgeschwindigkeit von 531 km/h erreichen und den Geschwindigkeitsrekord für Serienfahrzeuge übertreffen soll. Das Modell wurde im Hinblick auf die Höchstgeschwindigkeit aerodynamisch optimiert, beispielsweise wird auf einen Heckflügel, der den Anpressdruck erhöhen würde, verzichtet. Den Luftwiderstandsbeiwert gibt Koenigsegg mit 0,278 an. Ein schnelleres Auto als den Jesko Absolut will der Hersteller nicht mehr bauen.